# Американська школа Варшави
Товариство з обмеженою відповідальністю проект Американська школа Варшави (пол. ASW Projekt Spółka z ograniczoną odpowiedzialnością), коротка офіційна назва: Американська школа Варшави (англ. American School of Warsaw) — приватна міжнародна школа-дитячий садок, яка розташовується на вул. Варшавській у с. Белява, що в гміні Констанцин-Єзьорна. Школа є членом Ради міжнародних шкіл (англ. Council of International Schools — «CIS»), Центральної та східної асоціації європейських шкіл, (англ. Central and Eastern European Schools Association — «CEESA») та перебуває під опікою «Управління міжнародними школами» Державного департаменту США, яке рекомендує цю школу для здобуття середньої освіти дітьми чи утриманцями громадян США, що тимчасово перебувають чи проживають на території Польщі. У школі навчаються близько 1000 учнів більше, ніж 50 національностей, у тому числі, і українці.

## Коротка історія
Школу було засновано у серпні 1953 року зусиллями посольства США для дванадцяти дітей працівників дипломатичного корпусу різних національностей, які розмовляли дев'ятьма мовами.
У 1987 школа та її освітні програми були  акредитовані Асоціацією шкіл та коледжів Нової Англії (NEASC), що надало можливість учням отримувати документи про здобуті освітні рівні американського зразка.
До 1989 школа була восьмирічною та включала дитячий садочок. Після 1989-го, із дорослішанням її учнів, щорічно створювали по одному старшому класу і у 1994 відбувся перший випуск учнів, що здобули повну середню освіту американського зразка. У 1998-му дитячий садочок почав працювати у режимі «повного дня».
Для надання можливості випускникам здобувати вищу освіту у найкращих університетах світу школа поетапно запроваджувала освітні програми «IB World School» (укр. «Світової школи міжнародного бакалаврату») і 3 серпня 1993 успішно пройшла процедуру акредитації «Програми для здобуття диплома міжнародного бакалаврату» (англ. «IB Diploma Programme») власником та розробником цієї програми — некомерційним освітнім фондом «International Baccalaureate®». Повну акредитацію школи та її освітніх програм було завершено у 2018 — 13 листопада була акредитована «Програма середніх років» (англ. Middle Years Programme), а 20 листопада — «Програма ранніх років» (англ. Primary Years Programme).
Протягом своєї історії школа декілька разів змінювала місця розташування своїх кампусів і у 2101 переїхала у новий кампус, що розташовується в селі Белява, що у приміській зоні Варшави. Весною 2012 року було закінчено будівництво спорткомплексу та театрально-концертної зали.
27 вересня 2003 року школа відзначила 50-річний ювілей. Серед гостей були її засновники та перші вчителі.
У зв'язку із ескалацією військових дій і загостренням ракетних обстрілів Києва Печерська міжнародна школа тимчасово евакуювалася у супутниковий кампус у Польщі, створений у партнерстві з AWS у Беляві) по вулиці Варшавській, 202. Учні, які не змогли евакуюватися, отримали можливість навчатися дистанційно. У 2023-2024 навчальному році стабільна робота ППО у Києві та будівництво укриттів надає можливість відновлення очних занять у київському кампусі.

## Опис
Школа розташовується на території 10 га і включає такі основні навчальні та допоміжні будівлі і споруди:
- корпуси молодшої, середньої та старшої школи із навчальними класами, кабінетами для наукових досліджень та ігровими майданчиками для дошкільнят і учнів молодших класів;
- театр «Black Box»[en] на 365 місць, та навчальні класи, обладнані мультимедійними засобами;
- музичний клас;
- фотостудія із темною кімнатою;
- бібліотека;
- кафетерій;
- спортивні зали із баскетбольним майданчиком;
- фітнес-студія;
- стадіон із футбольним полем та 400-метровими біговими доріжками;
- футбольне поле, поле для софтболу та спортивні майданчики;
- чотири тенісні корти;
- 25-метровий критий басейн;
- просторі місця паркування для автомобілів і велосипедів персоналу і відвідувачів школи, та дві окремі паркувальні зони «Kiss & Go» поза територією входів до школи для батьків, які привозять учнів до школи чи забирають їх додому.

Усі учні 1 та 2 класів на заняттях забезпечуються планшетними комп'ютерами iPad. Учні 3-12 класів забезпечуються ноутбуками MacBook Air, які, починаючи з 5-го класу, дозволяється брати додому.

## Освітні програми
Починаючи з 1987 року, основною освітньою програмою є програма, прийнята у школах Нової Англії у США, завдяки чому усі учні школи мають можливість здобувати диплом про повну середню освіту американського зразка (англ. US High school diploma). Кожен випускник має можливість пройти стандартизований тест SAT, розроблений Радою коледжів США, необхідний для вступу до американських університетів та коледжів. Разом із тим, починаючи із 1993 року, є можливість здобувати диплом міжнародного бакалаврату (англ. IB Diploma).
Освітні програми міжнародного бакалаврату в ASW охоплюють процес навчання і виховання учнів від 3 до 19 років і включають:
- «IB Primary Years Programme» (укр. Програма ранніх років — програма початкової освіти, орієнтована на учнів молодших класів — до 5 класу включно);
- «IB Middle Years Programme» (укр. Програма середніх років — програма базової середньої освіти, орієнтована на учнів середніх класів — від 6 по 10 класи);
- «IB Diploma Programme» (укр. Програма для здобуття диплома — програма повної загальної середньої освіти, орієнтована на учнів старших класів — 11, 12 класи).

Навчання у класах середньої школи, та у 9 і 10 класах вищої школи за програмами MIP передбачає формування бази знань і практичних умінь для опанування Програми для здобуття диплома у випускних 11 та 12 класах. Учні, які приходять в AWS із інших шкіл, і які не навчалися за програмою MIP, у разі прийому їх у 11 та 12 класи, повинні пройти річний курс підготовки за програмою Pre-IB для можливості опанування Програми для здобуття диплома.
| Вид школи: | Початкова школа (англ. Lower School) | Початкова школа (англ. Lower School) | Початкова школа (англ. Lower School) | Початкова школа (англ. Lower School) | Початкова школа (англ. Lower School) | Початкова школа (англ. Lower School) | Початкова школа (англ. Lower School) | Середня школа (англ. Middle School) | Середня школа (англ. Middle School) | Середня школа (англ. Middle School) | Вища школа (англ. Senior School) | Вища школа (англ. Senior School) | Вища школа (англ. Senior School) | Вища школа (англ. Senior School) |
| Вид школи: | Дитячий садок (англ. Kindergarten)   | Дитячий садок (англ. Kindergarten)   | Ранні роки (англ. Early Years)       | Ранні роки (англ. Early Years)       | Ранні роки (англ. Early Years)       | Ранні роки (англ. Early Years)       | Ранні роки (англ. Early Years)       | Середня школа (англ. Middle School) | Середня школа (англ. Middle School) | Середня школа (англ. Middle School) | Вища школа (англ. Senior School) | Вища школа (англ. Senior School) | Вища школа (англ. Senior School) | Вища школа (англ. Senior School) |
| --- | ------------------------------------ | ------------------------------------ | ------------------------------------ | ------------------------------------ | ------------------------------------ | ------------------------------------ | ------------------------------------ | ----------------------------------- | ----------------------------------- | ----------------------------------- | -------------------------------- | -------------------------------- | -------------------------------- | -------------------------------- |
| Вік | 3-5                                  | 5-6                                  | 6-7                                  | 7-8                                  | 8-9                                  | 9-10                                 | 10-11                                | 11-12                               | 12-13                               | 13-14                               | 14-15                            | 15-16                            | 16-17                            | 17-18                            |
| Класи | PreKG                                | KG                                   | 1G                                   | 2G                                   | 3G                                   | 4G                                   | 5G                                   | 6G                                  | 7G                                  | 8G                                  | 9G                               | 10G                              | 11G                              | 12G                              |
| Освітні програми                                                                                               | Primary Years Programme              | Primary Years Programme              | Primary Years Programme              | Primary Years Programme              | Primary Years Programme              | Primary Years Programme              | Primary Years Programme              | Middle Years Programme              | Middle Years Programme              | Middle Years Programme              | Middle Years Programme           | Middle Years Programme           | Diploma Programme                | Diploma Programme                |
| Позначення: «PreKG» — дошкільний та дитячий садочок (молодші групи); «KG» — дитячий садочок; «G» — класи школи |                                      |                                      |                                      |                                      |                                      |                                      |                                      |                                     |                                     |                                     |                                  |                                  |                                  |                                  |

Дипломи про повну середню освіту міжнародного бакалаврату (англ. The IB diploma) надають можливість здобувати вищу освіту та приймаються і визнаються більше, ніж 2 337 університетами у 90 державах світу.

## Мовні програми
Основною мовою навчання є англійська мова. Польські мову та культуру розпочинають викладати ще з дитячого садочка. Викладання рідними мовами доступне для носіїв мов з 1-го класу. Для учнів, у яких рідною не є англійська, пропонуються програми з вивчення англійської мови, як «додаткової іноземної» (англ. English as an Additional Language (EAL)). Французьку мову, як основну іноземну, розпочинають вивчати з 1-го класу. Інші мови (німецька, французька, іспанська та польська) вивчають у середніх та старших класах. У старших класах за програмою міжнародного бакалаврату доступними для вивчення, окрім англійської, є французька, німецька, іспанська, польська, а також, шведська, китайська та мандарин.